# EPO (uitgeverij)
EPO is een onafhankelijke Belgische uitgeverij uit Berchem (Antwerpen) met een uitgesproken linkse politieke lijn. EPO geeft jaarlijks een 35-tal vooral non-fictie boeken uit, zowel oorspronkelijk Nederlandstalig werk als vertalingen rond politieke, economische, sociale, culturele, psychologische en historische thema's.

## Geschiedenis
In 1973 startte de marxistische partij Alle Macht Aan De Arbeiders met Education Prolétarienne / Proletariese Opvoeding. In 1978 werd deze uitgeverij heropgericht als EPO met oog op een breder links publiek in concurrentie met de Leuvense Uitgeverij Kritak. De Dossier-reeks van uitgeverij Manteau (onder redactie van een Jos De Man, Henry Coenjaarts, Paul Goossens, Paul Koeck, Piet Piryns en Walter De Bock, met omslagen getekend door Gal) werd overgenomen en er kwam een akkoord met de Amsterdamse Ekologische uitgeverij om elkaars publicaties te verspreiden.
In 1983 kwam er een vergelijkbare samenwerking met De Geus, Nederlands uitgever van vertaalde literatuur. Daarna volgde Coutinho, een academische uitgever van pedagogiek, taalkunde en -leermethoden, Scheffers, IJzer, Arch Publishing, Thoth en Serena Libri. De proletarische ondertitel werd achterwege gelaten en begin jaren 90 werd aangeworven en geïnvesteerd, onder meer in de aankoop van De Groene Waterman. Eind jaren 90 besloeg de uitbating van deze Antwerpse boekhandel net zoals het uitgeven zelf 25% van EPO's omzet, de drukkerij en distributie elk 20%.
In 2001 werd de samenwerking met De Geus stopgezet en hierdoor meer ingezet op non-fictie. Er volgden internationale samenwerkingen met de Franse uitgever Le Temps des cerises (van onder meer Het zwartboek van het kapitalisme) en Papirossa uit Keulen. Daarnaast onderhield EPO goede contacten met het Britse Verso Books en Ocean Press uit de Verenigde Staten.
Er werden synergieën opgezet met literaire en culturele tijdschriften waaronder Yang, Revolver, De Brakke Hond, Deus Ex Machina, Muziek & Woord en Streven. Sinds april 2008 participeert EPO in uitgeverij XOI BVBA, samen met de Amsterdamse uitgeverij SWP voor de uitgave van de tijdschriften PIPPO en POMPOEN voor de Vlaamse markt.

## Auteurs (selectie)
- Orhan Agirdag
- Rachida Aziz
- Amina Belôrf
- Jan Blommaert
- Christophe Callewaert
- Lucas Catherine
- Naïma Charkaoui
- Noam Chomsky
- Ludo De Brabander
- Thomas Decreus
- Ludo De Witte
- Fikry El Azzouzi
- Eduardo Galeano
- Paul Goossens
- Tine Hens
- Dirk Holemans
- Owen Jones
- Rachida Lamrabet
- Bleri Lleshi
- Ico Maly
- Peter Mertens
- Anja Meulenbelt
- Jan Nolf
- Nadia Nsayi
- Michael Parenti
- Jacques Pauwels
- Bruno Tersago
- Dirk Van Duppen
- Howard Zinn